# Přeštice
Přeštice (tjekkisk udtale: [ˈpr̝̊ɛʃcɪtsɛ] ; tysk: Prestitz) er en by i distriktet Plzeň-Syd-distriktet i regionen Plzeň i Tjekkiet med omkring 6.800 indbyggere.
Landsbyerne Skočice, Zastávka og Žerovice er administrative dele af Přeštice.

## Geografi
Přeštice ligger omkring 18 km syd for Plzeň. Den ligger på grænsen mellem Švihov- og Plasy-højlandet. Det højeste punkt er bakken Střížov med en højde på 522 m. Floden Úhlava løber gennem byen.

## Historie
Den første skriftlige omtale af Přeštice er i et skøde fra kong Ottokar 2. fra 1226, hvor den blev omtalt som en markedsby. I 1239 blev landsbyen købt af klostret i Kladruby. Under hussitterkrigene (1419–1434) blev Přeštice erhvervet af familien Švihovský z Rýzmberk, som ejede den i to århundreder.
I begyndelsen af det 19. århundrede blev Přeštice hårdt beskadiget af en stor brand, men byen kom sig. Byggeriet af vejen fra Plzeň til Klatovy, som blev påbegyndt i 1809, bidrog til udviklingen af byen. Det nye rådhus blev bygget i 1832. I 1874 blev Plzeň–Klatovy jernbanen sat i drift.
Indtil 1918 var Prestitz – Přeštice en del af Østrig-Ungarn, i distriktet af samme navn, en af de 94 Bezirkshauptmannschaften i Bøhmen.